# Москва в сніжному оздобленні
«Москва в сніжному оздобленні» (англ. Moscow Clad in Snow) — німий документальний короткометражний фільм Жорж Мейєр 1909 року про московську зиму 1908 року. Відомий також під назвами «Москва під снігом» і «Москва в снігу».
Перший фільм, знятий в Росії на московському відділенні студії «Брати Пате».
Перший показ стрічки відбувся 9 квітня 1909 року в США.

## Сцени / Хронометраж
Кінострічка є кінохроніку і складається з дев'яти статичних сцен, сюжетно не пов'язаних між собою.
| #  | Хронометраж   | Короткий опис                                                                           |
| 1. | 00:05 — 01:07 | Кремлівська набережна, вид з-за річки від Москворецького мосту.                         |
| 2. | 01:07 — 01:24 | Червона площа.                                                                          |
| 3. | 01:24 — 01:46 | Сцена в Кремлі у Арсенала, Цар-гармата.                                                 |
| 4. | 01:46 — 02:45 | Івановська площа Московського Кремля.                                                   |
| 5. | 02:45 — 03:41 | Вулиця Кузнецький міст.                                                                 |
| 6. | 03:41 — 04:45 | У Охотному ряду.                                                                        |
| 7. | 04:45 — 06:36 | Прогулянки в Петровському парку.                                                        |
| 8. | 06:36 — 07:11 | Панорамний огляд з Філаретової прибудови Успенської дзвіниці Кремля на західну сторону. |
| 9. | 07:11 — 07:25 | Панорамний огляд з Філаретової прибудови Успенської дзвіниці Кремля на східну сторону.  |

## Опис сцен

### Кремлівська набережна, вид з-за річки від Москворецького мосту

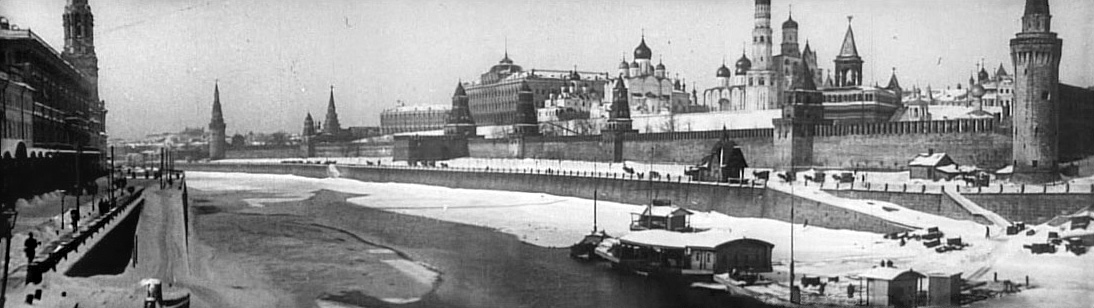
Огляд Кремлівської набережної з боку Великого Москворецького мосту

Ліворуч від Беклемішевської (Москворецької) вежі можна побачити:
- Вознесенський собор Вознесенського жіночого монастиря, підірваний в 1929 році;
- купола церкви Костянтина і Олени на Подолі в Тайницкая саду, знесеної в 1928 році;
- знищений в 1918 році пам'ятник імператору Олександру II (постамент був знесений в 1920-х роках);
- Тайницька вежа з відвідної Стрільниця, з якої до 1917 року кожен день опівдні стріляла гармата. Стрельницу розібрали (в черговий раз) в 1930—1933 роках, тоді ж були закладені проїзні ворота і засипаний колодязь.

### Червона площа
Зйомка проводилася від Верхніх торгових рядів.
- На передньому плані видно пам'ятник Мініну і Пожарському на його первісному місці установки;
- На другому плані видно Спаську вежу. Направо від неї, визирають з-за муру, главки Вознесенського собору;
- Собор Покрова Пресвятої Богородиці (храму Василя Блаженного).

### Сцена в Кремлі у Арсенала,Цар-гармата

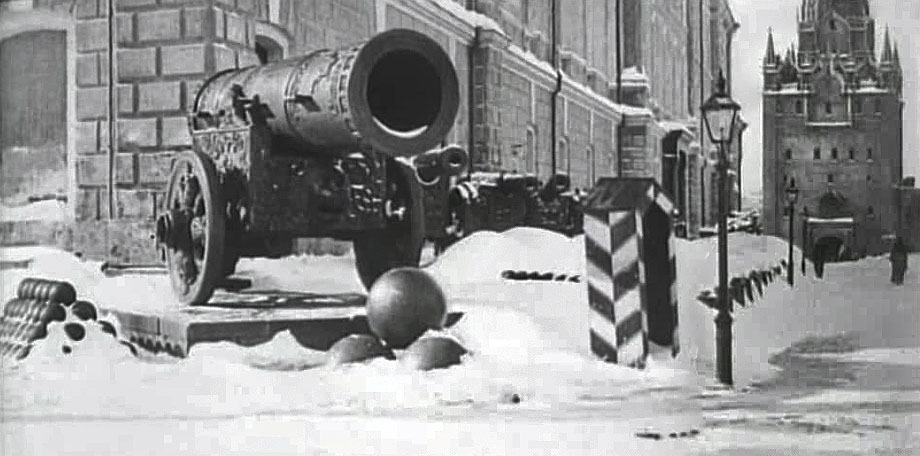
Вид на Нікольську вежу від головних воріт будівлі Арсеналу

Вид на Нікольську вежу від головних воріт будівлі Арсеналу (Цайхгаузу). Цар-гармата біля головних воріт Арсеналу, де вона простояла з XVIII століття по 1960-ті.

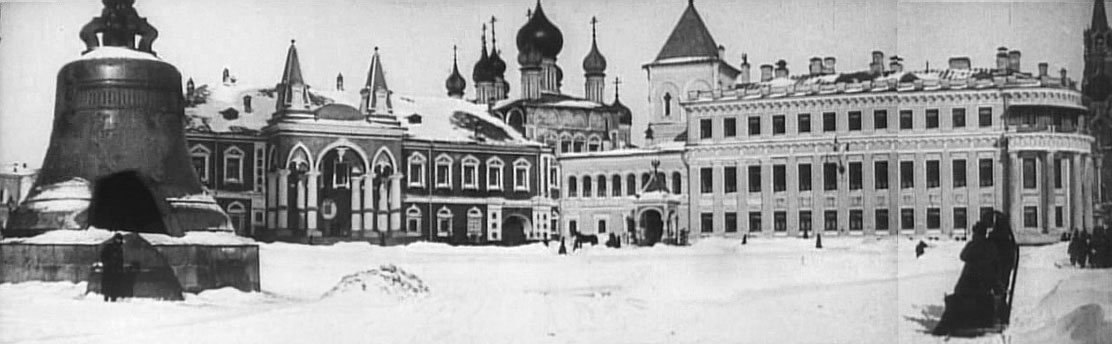
Івановська площа Московського Кремля

### Івановська площа Московського Кремля
Зліва направо: Цар-дзвін, Митрополичий корпус Чудова монастиря, храм Благовіщення і Алексія Митрополита, Малий Миколаївський палац, Спаська вежа.

## Фотогалерея

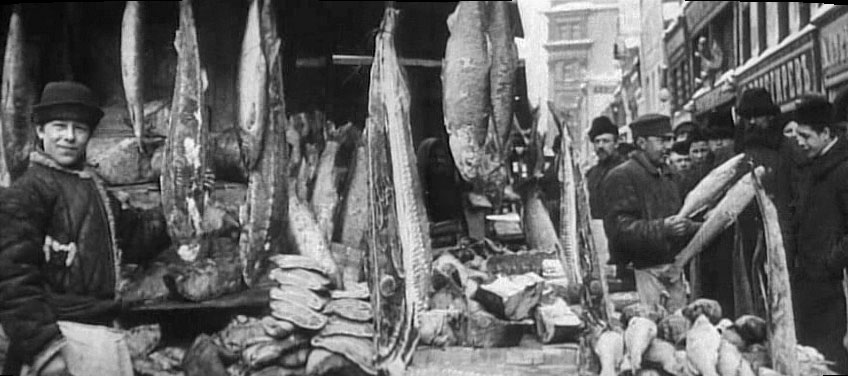
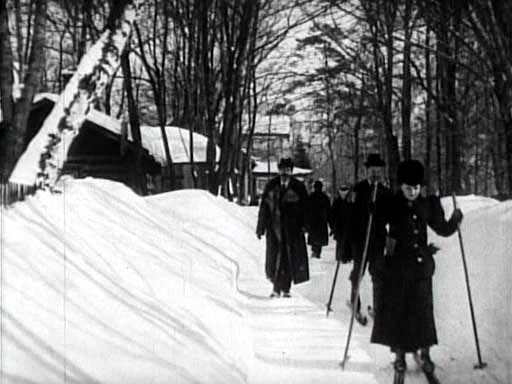
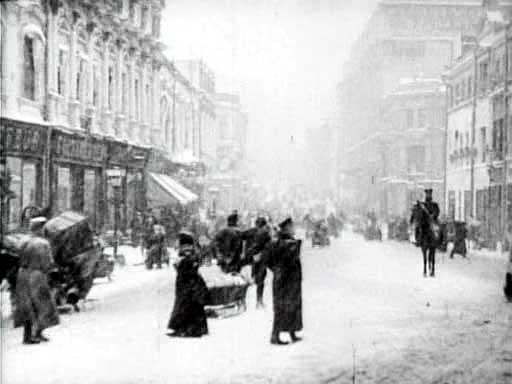
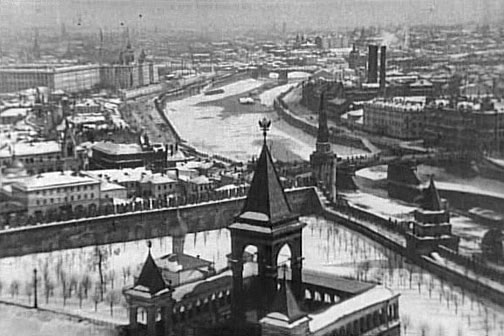

## Цікаві факти
- Фільм вийшов в США під назвою «Moscow Clad in Snow» 9 квітня 1909 року.
- Фільм спочатку є німим. Друге життя фільму надала музика Олександра Бородіна, з якої відновлена версія фільму була видана ТМ «Червоний кави».